# What Goes Around… Comes Around
What Goes Around… Comes Around (englisch für „Alles rächt sich irgendwann“ bzw. „Was man sät wird man ernten“) ist ein Lied des US-amerikanischen Sängers Justin Timberlake aus dem Jahr 2006.

## Entstehung und Veröffentlichung
Das Lied wurde vom Interpreten selbst, zusammen mit den Koautoren Nate Hills (Danja) und Tim Mosley (Timbaland), getextet beziehungsweise komponiert sowie produziert.
Die Erstveröffentlichung von What Goes Around… Comes Around erfolgte als Teil von Timberlakes zweiten Studioalbum FutureSex/LoveSounds am 8. September 2006 bei den Musiklabels Jive Records und Zomba (Katalognummer: 82876 880622). Am 19. Dezember 2006 erschien das Lied als Singleauskopplung aus dem Album. Diese erschien weltweit in verschiedenen Ausführungen, die sich durch die Anzahl und Auswahl der B-Seiten unterscheiden.

## Inhalt
Im Lied geht es um das lyrische Ich, das sein Gegenüber ermutigt, zu sich zu stehen. Es breche ihm das Herz, es so herumlaufen zu sehen, es wisse, dass es iner einer Lüge lebe. („It's breakin' my heart to watch you run around. 'Cause I know that you're livin' a lie. But that's okay, baby, 'cause in time, you will find. What goes around, goes around, goes around. Comes all the way back around.“).

## Musikvideo
Das Musikvideo entstand unter der Regie von Samuel Bayer; als Schauspieler fungierten Shawn Hatosy und Scarlett Johansson. Das Video verzeichnete bis Juli 2024 über 474 Millionen Aufrufe auf der Videoplattform YouTube.

## Rezeption

### Chartplatzierungen
| ChartsChartplatzierungen       | Höchstplatzierung | Wochen |
| ------------------------------ | ----------------- | ------ |
| Deutschland (GfK)              | 5 (21 Wo.)        | 21     |
| Österreich (Ö3)                | 5 (30 Wo.)        | 30     |
| Schweiz (IFPI)                 | 5 (52 Wo.)        | 52     |
| Vereinigte Staaten (Billboard) | 1 (25 Wo.)        | 25     |
| Vereinigtes Königreich (OCC)   | 4 (27 Wo.)        | 27     |

| ChartsJahrescharts (2007)      | Platzierung |
| ------------------------------ | ----------- |
| Deutschland (GfK)              | 34          |
| Österreich (Ö3)                | 33          |
| Schweiz (IFPI)                 | 17          |
| Vereinigte Staaten (Billboard) | 22          |
| Vereinigtes Königreich (OCC)   | 28          |

### Auszeichnungen für Musikverkäufe
| Land/Region                  | Auszeichnungen für Musikverkäufe (Land/Region, Auszeichnung, Verkäufe) | Verkäufe  |
| ---------------------------- | ---------------------------------------------------------------------- | --------- |
| Australien (ARIA)            | 2× Platin                                                              | 140.000   |
| Brasilien (PMB)              | Diamant                                                                | 250.000   |
| Dänemark (IFPI)              | Platin                                                                 | 15.000    |
| Deutschland (BVMI)           | Platin                                                                 | 300.000   |
| Italien (FIMI)               | Gold                                                                   | 25.000    |
| Kanada (MC)                  | Platin (Single) · + Gold (Ringtone)                                    | 60.000    |
| Neuseeland (RMNZ)            | Platin                                                                 | 15.000    |
| Vereinigte Staaten (RIAA)    | Platin (Single) · + Gold (Mastertone)                                  | 2.800.000 |
| Vereinigtes Königreich (BPI) | Platin                                                                 | 600.000   |
| Insgesamt                    | 3× Gold · 8× Platin · 1× Diamant ·                                     | 4.205.000 |

Hauptartikel: Justin Timberlake/Auszeichnungen für Musikverkäufe

### Auszeichnungen für Musikstreaming
| Land/Region     | Auszeichnungen für Musikverkäufe (Land/Region, Auszeichnung, Verkäufe) | Verkäufe |
| --------------- | ---------------------------------------------------------------------- | -------- |
| Dänemark (IFPI) | Gold                                                                   | 900.000  |
| Insgesamt       | 1× Gold ·                                                              | 900.000  |

Hauptartikel: Justin Timberlake/Auszeichnungen für Musikverkäufe